# Barig-Selbenhausen
Barig-Selbenhausen ist ein Ortsteil der Gemeinde Merenberg im mittelhessischen Landkreis Limburg-Weilburg. 

## Geographische Lage
Barig-Selbenhausen liegt im Westerwald etwa eineinhalb Kilometer (Luftlinie) nordnordöstlich des Merenberger Kernorts. Durchflossen wird es vom Kallenbach-Zufluss Vöhlerbach. In der Dorfgemarkung erhebt sich im Norden der Almerskopf (336,4 m) mit der Ringwallanlage Almerskopf aus der La-Tène-Zeit; Reste von Ringwällen befinden sich auch auf den Bergen Hohburg (395,5 m), Roter Kopf (391 m) und Hinterster Kopf (382,7 m), die sich südlich des Bachtals erheben. Das nächste Mittelzentrum ist Weilburg.

## Geschichte

### Ortsgeschichte
Der Ortsteil „Barig“ wird urkundlich bekanntermaßen erstmals im Jahr 1385 genannt. Der Ortsteil „Selbenhausen“ ist erstmals im Jahr 1326 sicher belegt. Die Endung -hausen deutet, wenn auch unsicher, auf eine Gründung zwischen dem 6. und dem 11. Jahrhundert hin.
Hessische Gebietsreform (1970–1977)
Zum 31. Dezember 1971 fusionierten im Zuge der Gebietsreform in Hessen die bisher selbstständigen Gemeinden Allendorf, Barig-Selbenhausen, Merenberg, Reichenborn und Rückershausen freiwillig zur neuen Großgemeinde Merenberg.
Für alle ehemals eigenständigen Gemeinden von Merenberg wurden Ortsbezirke mit Ortsbeirat und Ortsvorsteher nach der Hessischen Gemeindeordnung gebildet.

### Verwaltungsgeschichte im Überblick
Die folgende Liste zeigt die Staaten bzw. Herrschaftsgebiete und deren untergeordnete Verwaltungseinheiten, in denen Barig-Selbenhausen lag:
- vor 1806: Heiliges Römisches Reich, Grafschaft/Fürstentum Nassau-Weilburg, Amt Merenberg
- ab 1806: Herzogtum Nassau, Amt Weilburg
- ab 1816: Herzogtum Nassau, Amt Weilburg
- ab 1849: Herzogtum Nassau, Kreisamt Hadamar[Anm. 1]
- ab 1854: Herzogtum Nassau, Amt Weilburg
- ab 1867: Norddeutscher Bund[Anm. 2], Königreich Preußen, Provinz Hessen-Nassau, Regierungsbezirk Wiesbaden, Oberlahnkreis[Anm. 3]
- ab 1871: Deutsches Reich, Königreich Preußen, Provinz Hessen-Nassau, Regierungsbezirk Wiesbaden, Oberlahnkreis
- ab 1918: Deutsches Reich, Freistaat Preußen, Provinz Hessen-Nassau, Regierungsbezirk Wiesbaden, Oberlahnkreis
- ab 1944: Deutsches Reich, Freistaat Preußen, Provinz Nassau, Oberlahnkreis
- ab 1946: Amerikanische Besatzungszone, Land Hessen, Regierungsbezirk Wiesbaden, Oberlahnkreis
- ab 1949: Bundesrepublik Deutschland, Land Hessen, Regierungsbezirk Wiesbaden, Oberlahnkreis
- ab 1968: Bundesrepublik Deutschland, Land Hessen, Regierungsbezirk Darmstadt, Oberlahnkreis
- ab 1971: Bundesrepublik Deutschland, Land Hessen, Regierungsbezirk Darmstadt, Oberlahnkreis, Gemeinde Merenberg[Anm. 4]
- ab 1974: Bundesrepublik Deutschland, Land Hessen, Regierungsbezirk Darmstadt, Landkreis Limburg-Weilburg, Gemeinde Merenberg
- ab 1981: Bundesrepublik Deutschland, Land Hessen, Regierungsbezirk Gießen, Landkreis Limburg-Weilburg, Gemeinde Merenberg

### Bevölkerung
Einwohnerentwicklung
| Barig-Selbenhausen: Einwohnerzahlen von 1834 bis 2011 | Barig-Selbenhausen: Einwohnerzahlen von 1834 bis 2011 | Barig-Selbenhausen: Einwohnerzahlen von 1834 bis 2011 | Barig-Selbenhausen: Einwohnerzahlen von 1834 bis 2011 | Barig-Selbenhausen: Einwohnerzahlen von 1834 bis 2011 |
| --- | ----------------------------------------------------- | ----------------------------------------------------- | ----------------------------------------------------- | ----------------------------------------------------- |
| Jahr |                                                       |                                                       |                                                       | Einwohner                                             |
| 1834 | 1834                                                  |                                                       | 234                                                   | 234                                                   |
| 1840 | 1840                                                  |                                                       | 255                                                   | 255                                                   |
| 1846 | 1846                                                  |                                                       | 281                                                   | 281                                                   |
| 1852 | 1852                                                  |                                                       | 275                                                   | 275                                                   |
| 1858 | 1858                                                  |                                                       | 257                                                   | 257                                                   |
| 1864 | 1864                                                  |                                                       | 271                                                   | 271                                                   |
| 1871 | 1871                                                  |                                                       | 279                                                   | 279                                                   |
| 1875 | 1875                                                  |                                                       | 277                                                   | 277                                                   |
| 1885 | 1885                                                  |                                                       | 272                                                   | 272                                                   |
| 1895 | 1895                                                  |                                                       | 291                                                   | 291                                                   |
| 1905 | 1905                                                  |                                                       | 283                                                   | 283                                                   |
| 1910 | 1910                                                  |                                                       | 302                                                   | 302                                                   |
| 1925 | 1925                                                  |                                                       | 333                                                   | 333                                                   |
| 1939 | 1939                                                  |                                                       | 361                                                   | 361                                                   |
| 1946 | 1946                                                  |                                                       | 494                                                   | 494                                                   |
| 1950 | 1950                                                  |                                                       | 501                                                   | 501                                                   |
| 1956 | 1956                                                  |                                                       | 489                                                   | 489                                                   |
| 1961 | 1961                                                  |                                                       | 467                                                   | 467                                                   |
| 1967 | 1967                                                  |                                                       | 509                                                   | 509                                                   |
| 1970 | 1970                                                  |                                                       | 503                                                   | 503                                                   |
| 1980 | 1980                                                  |                                                       | ?                                                     | ?                                                     |
| 1990 | 1990                                                  |                                                       | ?                                                     | ?                                                     |
| 2000 | 2000                                                  |                                                       | ?                                                     | ?                                                     |
| 2011 | 2011                                                  |                                                       | 531                                                   | 531                                                   |
| Datenquelle: Historisches Gemeindeverzeichnis für Hessen: Die Bevölkerung der Gemeinden 1834 bis 1967. Wiesbaden: Hessisches Statistisches Landesamt, 1968. Weitere Quellen: LAGIS; Zensus 2011 |                                                       |                                                       |                                                       |                                                       |

Einwohnerstruktur 2011
Nach den Erhebungen des Zensus 2011 lebten am Stichtag dem 9. Mai 2011 in Barig-Selbenhausen 702 Einwohner. Darunter waren 27 (3,8 %) Ausländer.
Nach dem Lebensalter waren 129 Einwohner unter 18 Jahren, 294 zwischen 18 und 49, 141 zwischen 50 und 64 und 139 Einwohner waren älter.
Die Einwohner lebten in 285 Haushalten. Davon waren 69 Singlehaushalte, 81 Paare ohne Kinder und 99 Paare mit Kindern, sowie 30 Alleinerziehende und 3 Wohngemeinschaften. In 51 Haushalten lebten ausschließlich Senioren und in 180 Haushaltungen lebten keine Senioren.
Religionszugehörigkeit
| • 1885: | 272 evangelische (= 100 %)                                        |
| • 1961: | 396 evangelische (= 84,80 %), 71 katholische (= 15,20 %)Einwohner |

## Politik
Ortsvorsteher nach den Kommunalwahlen 2016 ist Joachim Wagner.

## Kulturdenkmäler
An dem Vöhler Bach waren in früherer Zeit verschiedene Mühlen beheimatet. Davon ist zwar keine mehr aktiv, aus einer Mühle wird aber aus Wasser Energie gewonnen. Auf dem Almerskopf existiert eine gut erhaltene Ringwallanlage aus der La-Tène-Zeit. In Selbenhausen in der Schulstraße und in der Straße „Zum Stockbrunnen“ stehen Fachwerkhäuser, die als Kulturdenkmäler ausgewiesen sind. Bei einem Fachwerkhaus ist ein ungewöhnlich aufwändiger Schmuckfachwerkbau aus dem 18. Jahrhundert erhalten. Bei einem anderen Fachwerkbau handelt es sich um einen fast sockellosen Fachwerkbau.
Im ehemaligen Dorf Barig ist das aus dem 18. oder gar noch 17. Jahrhundert stammende Wohnhaus oberhalb der Pfeffermühle der älteste Siedlungszeuge.

## Vereine
Auf Ortsebene bestehen folgende Vereine:
- Gemischter Chor „Concordia“ e.V., gegr. 1881
- Freiwillige Feuerwehr Barig-Selbenhausen e. V., gegr. 1925 (einschl. Jugendfeuerwehr, gegr. 7. Juli 1990)
- Turn- und Sportverein
- Landfrauenverein
- VdK Ortsgruppe
- MC Westerwald Motorradclub

## Infrastruktur

### Öffentliche Einrichtungen
In Barig-Selbenhausen sorgt die Freiwillige Feuerwehr Barig-Selbenhausen, gegr. 1925 (seit 7. Juli 1990 mit ihrer Jugendfeuerwehr) für den abwehrenden Brandschutz und die allgemeine Hilfe. Der Kindergarten Tigerente ist in der Schulstraße.

### Freizeitmöglichkeiten
Der TuS Barig-Selbenhausen bietet Tischtennis, Gymnastik und Tanz an.
Es bestehen im Ort das Dorfgemeinschaftshaus in der Schulstraße, ein Sportplatz, Kinderspielplätze und Wanderwege.